# Побережник тундровий
Побережник тундровий (Calidris pusilla) — дуже малий прибережний птах родини баранцевих (Scolopacidae), що гніздиться у прибережних тундрових районах Канади і Аляски та взимку мігрує до Південної Америки та, інколи, півдня США. Дорослі птахи мають чорні ноги і відносно короткий чорний дзьоб. Тіло темно-коричневе зверху і біле знизу. Голова і шия — коричневато-сиві. Цього птаха важко відрізнити від інших маленьких сивок, зокрема аляскинського побережника.